# 巴洛科
巴洛科（意大利语：Balocco），是意大利北部皮埃蒙特大区韦尔切利省的一个市镇。人口250(2010年12月31日)。